# Karnalit

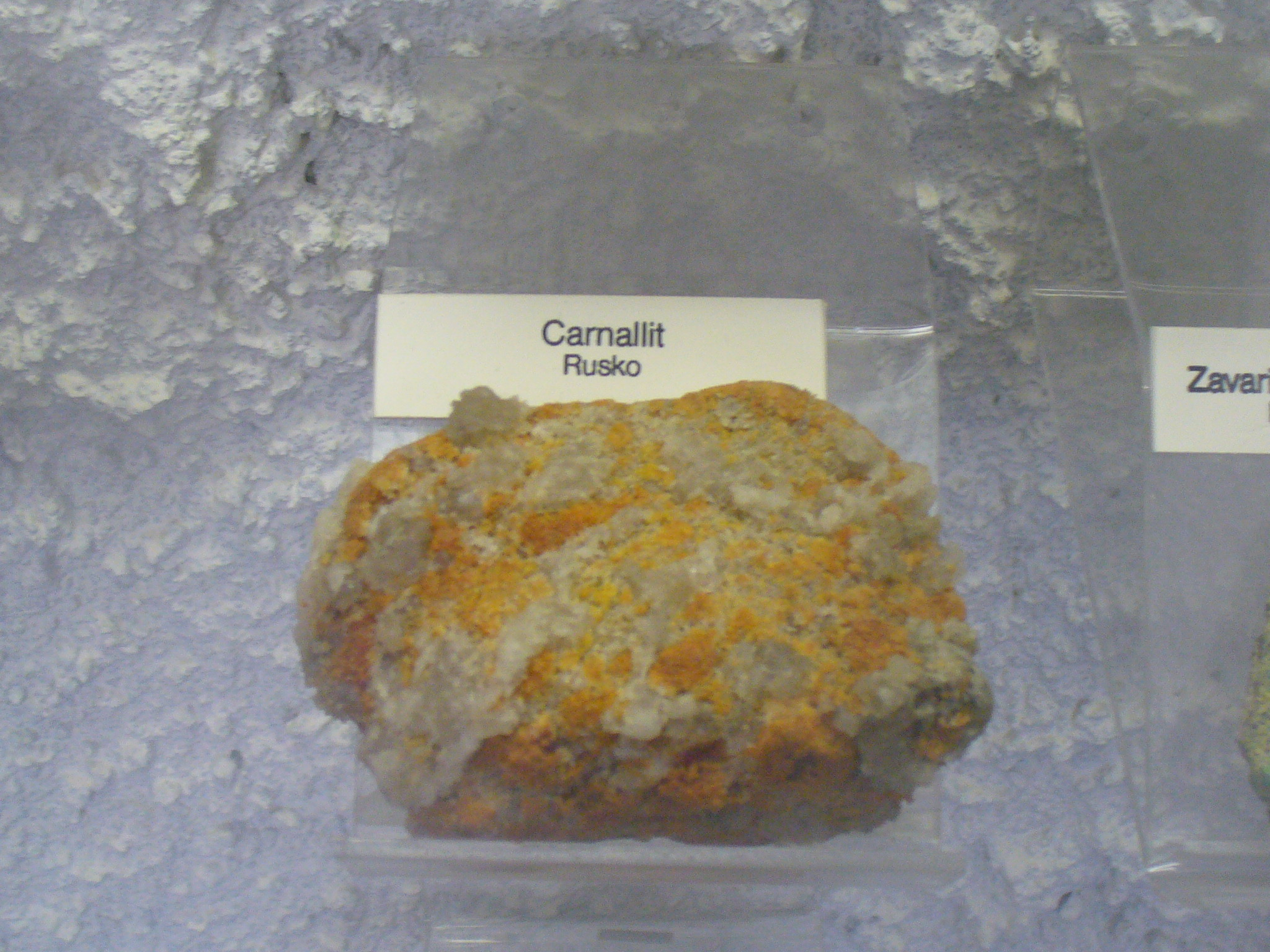
Karnalit (pochodzenie: Rosja)

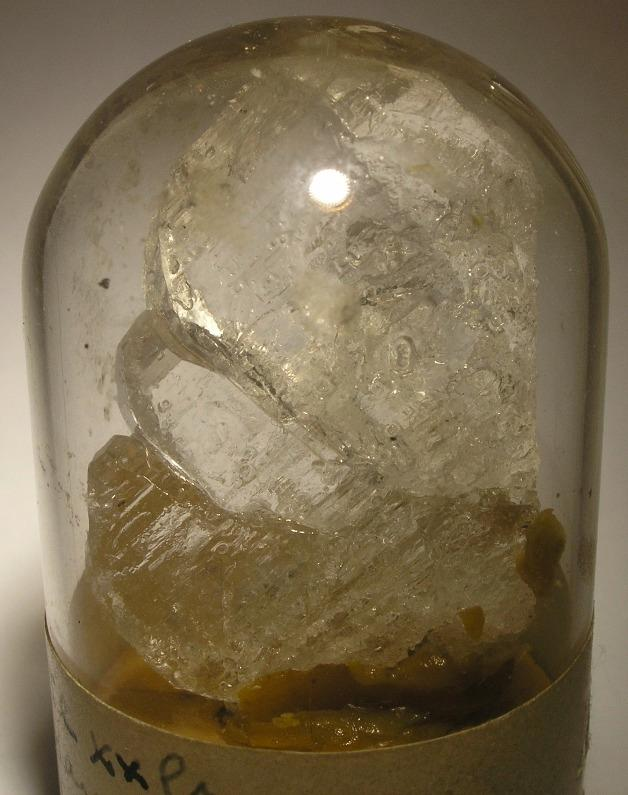

Karnalit – uwodniony podwójny chlorek potasu i magnezu o wzorze KCl·MgCl2·6H2O, krystalizujący w układzie rombowym.
Tworzy zbite drobnokrystaliczne skupienia, twardość wynosi 2–2,9, jest bezbarwny lub zabarwiony na czerwono, żółto lub brunatno. Połysk szklisty, ale kryształy dzięki dużej higroskopijności łatwo matowieją na powietrzu, a niezabezpieczone szybko się rozpuszczają. W smaku gorzki.